# Фусими-но-мия Саданару
Принц Саданару из линии Фусими (яп. 伏見宮貞愛親王 Фусими-но-мия Саданару-Синно:,  9 июня 1858, Киото — 4 февраля 1923, Тёси) — фельдмаршал японской армии, 22-й глава дома Фусими-но-мия (1862—1923), представитель одной из младших ветвей японской императорской фамилии (синнокэ).

## Ранняя жизнь
Принц Саданару родился в Киото. Четырнадцатый сын принца Фусими Кунииэ (1802—1872), 20-го главы дома Фусими-но-мия (1817—1848). Таким образом, он был сводным братом принцев Ямасины Акиры, Куни Асахико, Китасиракавы Ёсихисы и Канъина Котохито.
В 1862 году после смерти своего старшего брата, принца Фусими Саданори (1836—1862), 21-го главы дома Фусими-но-мия (1848—1862), Саданару унаследовал титул главы дома Фусими-но-мия.

## Брак и семья

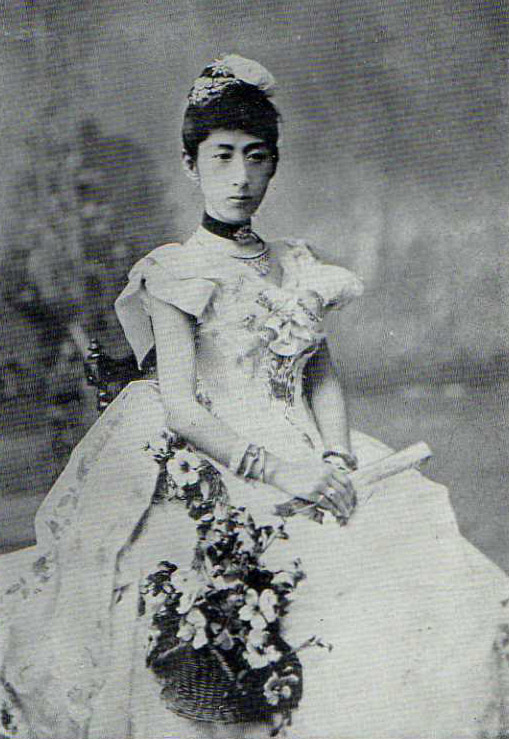
Принцесса Фусими Тосико (1858—1927), супруга принца Фусими Саданару

В 1872 году принц Фусими Саданару женился на принцессе Арисугаве Тосико (1858—1927), дочери принца Арисугавы Такахито, от брака с которой у него была одна дочь и трое сыновей:
- Принц Фусими Хироясу (博恭王, 16 октября 1875 — 16 августа 1946)
- Принц Фусими Куника (邦芳王, 1880—1933)
- Принц Фусими Акинори (昭徳王, 1881—1883)
- Принцесса Фусими Сатико (禎子女王, 1885—1966), вышла замуж за графа Tоёкагэ Ямаути.

## Военная карьера

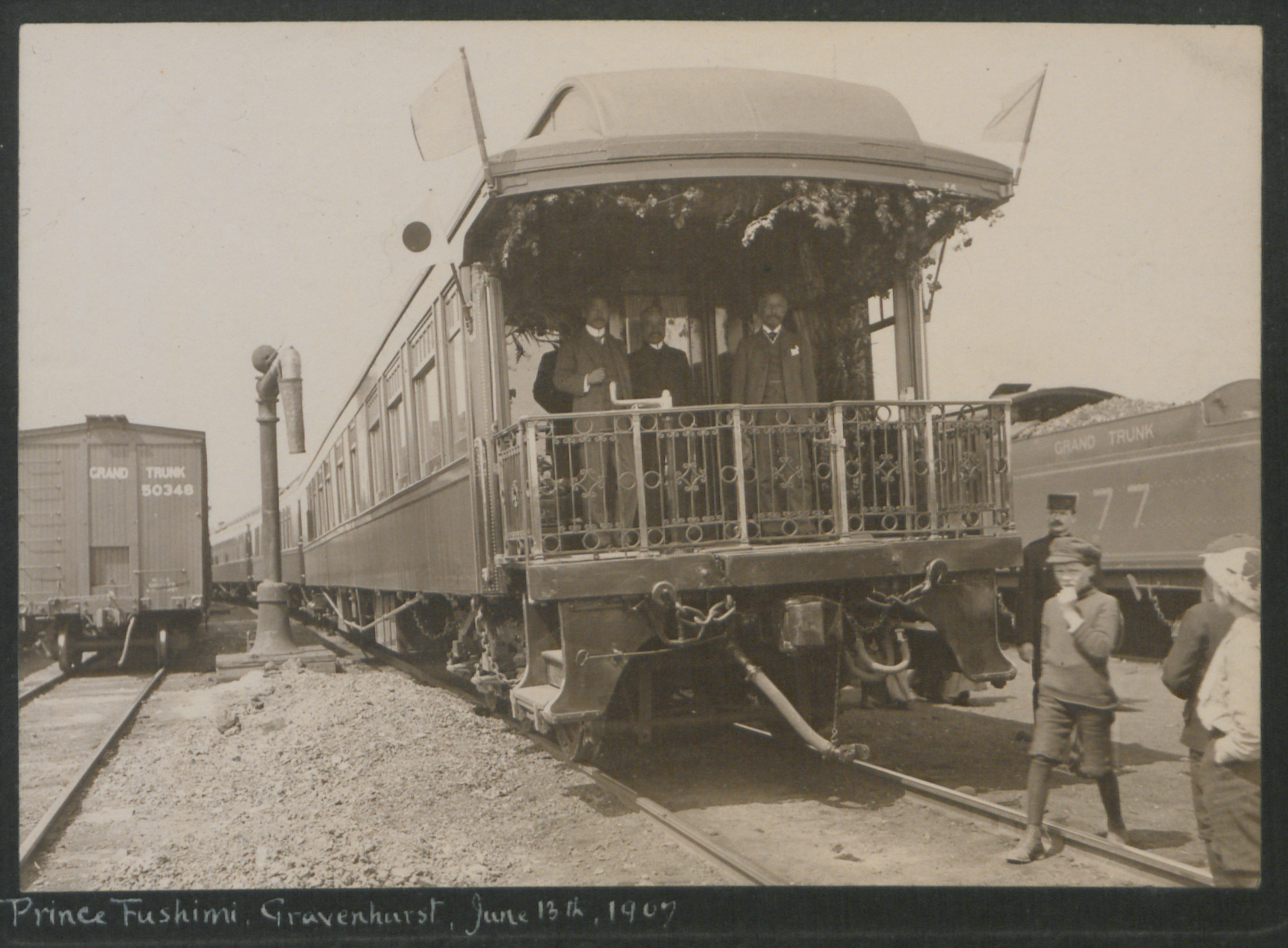
Визит принца Фусими в Канаду в 1907 году

В 1873 году принц Саданару поступил в Военную академию, начав карьеру армейского офицера. В чине лейтенанта участвовал в подавлении Сацумского восстания в 1877 году. Получив звание капитана в 1878 году, принц изучал военную тактику в специальной военной школе Сен-Сир во Франции, а затем учился в Германии в 1870-х годах. После возвращения в Японию он получил чин майора в 1881 году выступал за создание Генерального штаба Японии, основываясь на прусской модели. Он был произведён в подполковники в 1884 году, в 1887 году стал полковником, а в 1889 году получил чин генерал-майора. В 1886 году принц Саданару был награждён Орденом Хризантемы.
Генерал-майор принц Фусими Саданару служил в качество командующего в Первой японо-китайской войны (1894—1895), командуя 4-й дивизией японской императорской армии во время высадки войск на Ляодунском полуострове в 1894 году. В 1895 году принц участвовал в японском вторжении на остров Тайвань.
26 мая 1896 года принц Саданару представлял императора Мэйдзи на коронации российского императора Николая II. В 1898 году ему было присвоено звание генерал-лейтенанта, он был назначен командующим 10-й дивизией японской армии в городе Химедзи. В 1901 году принц Саданару был назначен командиром 1-й дивизии японской армии.
В 1904 году в начале Русско-японской войны принц Фусими Саданару вновь высадился с армией на Ляодунском полуострове. В июне он получил чин генерала, затем его отозвали в Японию и включили в состав Высшего Военного совета. По поручению императора Мэйдзи принц Саданару возглавил японскую дипломатическую миссию в США, где участвовал в заключении Портсмутского мирного договора с Российской империей. Затем принц Саданару был отправлен во главе дипломатической миссии в Великобританию, чтобы выразить благодарность от японского правительства английским властям за их помощь во время Русско-японской войны. Во время этой миссии он также останавливался в Гонолулу на Гавайских островах, где встречался с членами японской общины. В 1909 году принц Фусими Саданару отправился с дипломатической миссией в Китай. 20 мая 1910 года принц также представлял Японию на похоронах короля Великобритании Эдуарда VII, затем он встречался в Букингемском дворце с новым королем Георгом V.
Принц Фусими Саданару был близким советником наследного принца Ёсихито (позднее императора Тайсё). После смерти императора Мэйдзи в 1911 году он занимал должность лорда-хранителя печати Японии (1912—1915), таким образом, став единственным имперским принцем, занимавшим посты в японском правительстве.
В 1915 году принц Фусими Саданару получил чин фельдмаршала, а в 1916 году он был награждён Большой лентой Высшего Ордена Хризантемы.
5 февраля 1923 года 64-летний принц Саданару скончался от гриппа в своём загородном доме на мысе Инубо в городе Тёси. Вдовствующая принцесса Фусими Тосико умерла 24 октября 1927 года. Новым главом дома Фусими-но-мия в 1923 году стал адмирал флота принц Фусими Хироясу (1875—1946), старший сын Фусими Саданару.

## Награды
- Высший Орден Хризантемы
- Орден Цветов павловнии
- Орден Священного сокровища
- Орден Золотого коршуна 2-й степени
- Орден Бани (1907)
- Орден Святого апостола Андрея Первозванного (1910).